# 和歌山県道243号日置川すさみ線
和歌山県道243号日置川すさみ線（わかやまけんどう243ごう ひきがわすさみせん）は、和歌山県西牟婁郡白浜町から西牟婁郡すさみ町に至る一般県道である。

## 概要
西牟婁郡白浜町日置から西牟婁郡すさみ町周参見に至る。
元は国道42号の一部であったが、日置（ひき）トンネルおよび朝来（あっそ）トンネルと跨線橋で構成される日置川道路の完成によって、それまでの区間は県道へと移行した。西牟婁郡白浜町にある日置川付近で国道42号から分岐し、太平洋岸沿いを通って西牟婁郡すさみ町に入り、再び国道42号に合流する。
全線にわたってセンターラインがある、2車線の道路である。現在では国道42号が本線となったため、当路線の交通量はまばらである。
なお、豪雨などの悪天候や落石の発生の際は、通行が遮断されることがある。

### 路線データ
- 起点：西牟婁郡白浜町日置（国道42号交点）
- 終点：西牟婁郡すさみ町周参見（国道42号交点）
- 実延長：5.868 km

## 歴史
- 1998年（平成10年）4月1日 - 和歌山県が一般県道として、日置川すさみ線を認定[1]。

## 地理

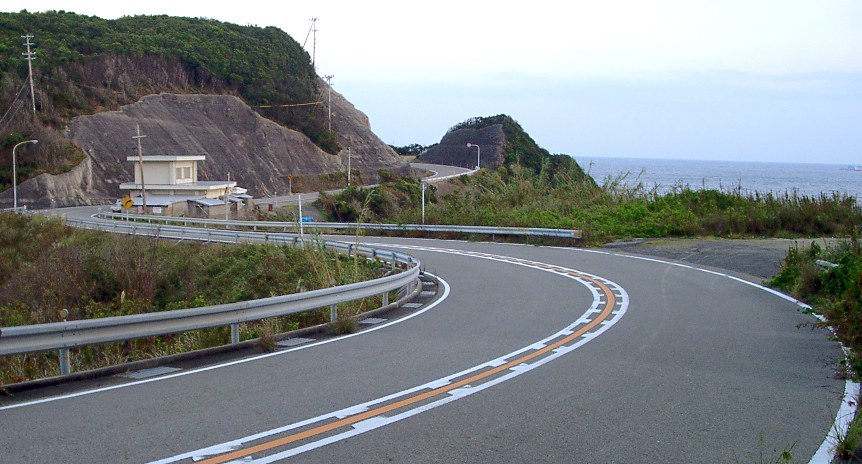
名立バス停付近

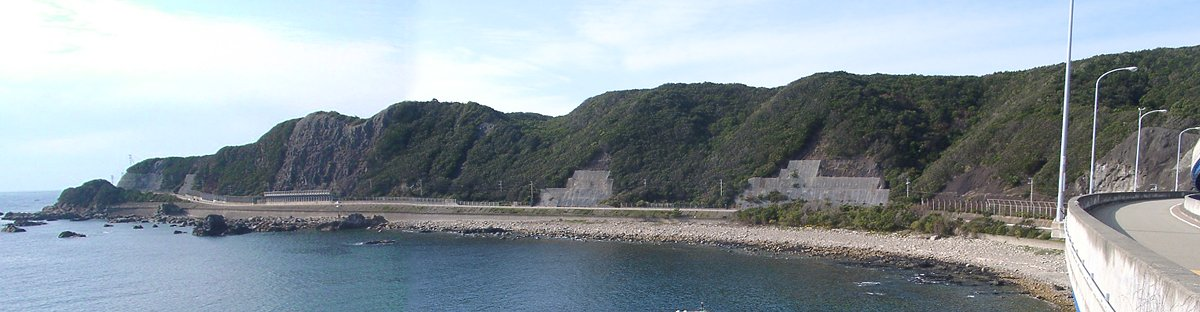
遠景・右側は国道42号日置川道路跨線橋

### 通過する自治体
- 和歌山県
  - 西牟婁郡白浜町 - 西牟婁郡すさみ町

### 交差する道路
| 交差する道路 | 市町村名 | 市町村名 | 交差する場所 | 交差する場所 |
| ------------ | -------- | -------- | ------------ | ------------ |
| 国道42号     | 西牟婁郡 | 白浜町   | 日置         | 起点         |
| 国道42号     | 西牟婁郡 | 白浜町   | 塩野         | [ 注釈 1 ]   |
| 国道42号     | 西牟婁郡 | すさみ町 | 周参見       | 終点         |

### 沿線
- 日置川
- 太平洋